# 彈著點
弹着点（point of impact，简称POI），是指抛射物在外弹道飞行末端撞击到物体时的位置。
（PS：此处的抛射物范围较宽泛，包括并不限于子弹、炮弹、航空炸弹、火箭弹和导弹的弹头等一切现代远程武器的投射物。）
短时间内连续射击的弹着点之集合称为弹着组（grouping），其各个弹着点相互分布的总尺寸代表了发射装置的精度（precision）；而整个弹着组与瞄准点（point of aim）的偏差平均值则代表了发射装置的准确度（accuracy）。